# Abugida
En abugida er et skriftsystem bestående af tegn, der hver betegner en konsonant med en indbygget "standardvokal" (hyppigt /a/). Ved regelmæssige modifikationer af eller tilføjelser til disse tegn kan da betegnes, at konsonanten skal læses med en anden vokal end standardvokalen. Kendte abugidaer er devanagari (og beslægtede brahmiske skriftsystemer), den etiopiske ge'ez-skrift og de canadiske indianeres stavelsesskrift. I lighed med ordet alfabet, der er afledt af navnene på de græske bogstaver alfa og beta, stammer navnet abugida fra de fire første bogstaver i ge'ez-skriften: አ ቡ ጊ ዳ ’a bu gi da. Begrebet abugida lanceredes (som også abjad) af lingvisten Peter T. Daniels i hans The World's Writing Systems (Oxford, 1996).

## Eksempel
Devanagari-skriften er et klassisk eksempel på en abugida. Her gives der ikke noget tegn, der alene repræsenterer konsonanten /k/; det nærmeste er grundtegnet क, der betegner stavelsen /ka/, idet /a/ er ethvert tegns iboende standardvokal. Dette grundtegn kan da modificeres ved tilføjelse af visse vokaltegn, der angiver, at en anden vokal erstatter den iboende standardvokal /a/: कि /ki/, कु /ku/, के /ke/, को /ko/ osv. Disse diakritiske tegn bruges systematisk også med andre grundtegn, f.eks. dannes af grundtegnet ल /la/ de sammensatte tegn लि /li/, लु /lu/, ले /le/ og लो /lo/. Har man behov for at angive et /k/ uden følgende vokal anvendes et særligt tegn ved navn virama, der undertrykker den iboende vokal: क् /k/.